# Bonneveau
Bonneveau – miejscowość i gmina we Francji, w Regionie Centralnym, w departamencie Loir-et-Cher.
Według danych na rok 1990 gminę zamieszkiwało 519 osób, a gęstość zaludnienia wynosiła 47 osób/km² (wśród 1842 gmin Regionu Centralnego Bonneveau plasuje się na 669. miejscu pod względem liczby ludności, natomiast pod względem powierzchni na miejscu 1098.).